# Diocèse d'Hispanie
IIIe siècle – 409
Entités précédentes :
- Provinces romaines d'Hispanie: Bétique; Lusitanie et Tarraconaise

Entités suivantes :
- Royaume suève
- Royaume Alains en Hispanie
- Royaume vandale en Hispanie

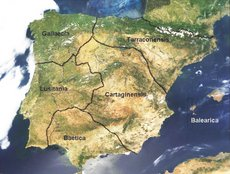
Division provinciale de Dioclétien en 298, avec cinq provinces à laquelle s'ajoute la Tingitana pour former le Diocesis Hispaniarum.

Le Diocesis Hispaniarum (diocèse des Espagnes) a été un des Diocèses de l'Empire romain qui ont existé durant le Bas empire. Il a été créé par l'empereur romain Dioclétien quand ce dernier a réalisé la réorganisation politique du territoire de l'Empire romain.

## Histoire
Le Diocesis Hispaniarum a été créé sous le règne de l'empereur romain Dioclétien, quand a été réalisée une grande réorganisation administrative du territoire de l'Empire romain. Les provinces du Haut Empire ont été divisées en d'autres plus petites et ont été attribuées aux différents Césars et Augustes du système de gouvernement de la Tétrarchie. Il était composé de six provinces : Baetica, Lusitania, Cartaginensis, Gallaecia, Tarraconensis et Tingitania. Plus tard, à l'époque des empereurs Constance Chlore et Constantin II, il a été ajouté une nouvelle province, celle de Baleares insulae.
La division du territoire du Bas Empire en diocèse a survécu à la Tétrarchie, et Constantin Ier s'est limité à regrouper divers diocèses dans les nouvelles préfectures du prétoire. Le Diocesis Hispaniarum a été assigné à la préfecture du prétoire des Gaules, avec les diocèses des Galiae et Britannia. Cependant, le diocèse a disparu en 409, quand les vandales, suèves et alains sont entrés dans la Péninsule.

## Organisation administrative
Le Diocesis Hispaniarum s'est constitué par la modification de l'organisation provinciale héritée d'Auguste. Ainsi, les provinces du Haut Empire d'Hispania, de Lusitania et de Baetica ont maintenu leurs limites, mais la province Tarraconensis a été divisée en trois provinces de plus petite taille, la Gallaecia, la Carthaginensis et la Tarraconensis, enlevant à cette dernière les Baleares insulae au milieu du IVe siècle.
Les praesides ou gouverneurs de ces provinces hispaniques, auxquelles pour des raisons logistiques, on a ajouté la Mauretania Tingitana, ont été supervisées par un vicarius impérial chargé du Diocesis Hispaniarum, qui, en principe, a été inclus dans la zone d'influence du César Constance Chlore.
La capitale du Diocesis a été établie dans la capitale de la province Lusitania, la Colonia Emerita Augusta (correspondant à Mérida aujourd'hui), ce qui représentait un changement radical dans la politique impériale, car depuis l'époque d'Auguste, la province la plus importante d'Hispania et de premier rang avait été la Tarraconensis. La Tarraconensis  a du céder sa place à la Lusitania.
Le vicarius Hispaniae avait à sa disposition un officium formé par divers types de bureaucrates, avec un cornicularius à leur tête, et des agents secrets, qui informaient directement l'empereur, y

## Liste des provinces
- Hispanie citérieure (197-27 AEC) : côte méditerranéenne des Pyrénées à Carthagène, administrée depuis Tarragone
- Hispanie ultérieure (197-27 AEC) : Andalousie, Portugal-Sud, administrée depuis Corduba
- Provincia Transduriana (es), éphémère province (-22, Outre-Douro)

Hispanie en 101

- Tarraconaise (Hispania Tarraconensis, de -27 à 459) : Aragon, Asturies,  Cantabrie, Catalogne, Castille-La Manche, Castille-et-León, Galice, Madrid, La Rioja, Murcie, Navarre, Pays basque, Valence, et Andalousie de l'Est, administrée depuis Tarragone (Tarraco)
- Bétique (Hispania Baetica, 14) : Cordoue, Gadès, Séville, Écija, administrée depuis Corduba
- Carthaginoise (Hispania Carthaginensis, 298) : Carthagène, Murcie, administrée depuis Carthago Nova (Carthagène
- Gallécie (Gallaecia, 298), capitale Bracara Augusta (Braga), autres villes : Lucus Augusti (Lugo, Asturica Augusta (Astorga)
- Lusitanie (Lusitania, de -27 à 409/410/468), capitale Augusta Emerita (Mérida)
- Hispania Balearica (en) (123-455), Îles Baléares
- Maurétanie tingitane (42-430c, 533/534-698/711), capitale Tingis (Tanger)

### Sources
- (es) Cet article est partiellement ou en totalité issu de l’article de Wikipédia en espagnol intitulé « Diócesis de Hispania » (voir la liste des auteurs).